# Naranjo de Alajuela
Naranjo de Alajuela – miasto w Kostaryce, w prowincji Alajuela.

## Transport

### Transport drogowy
Przez Naranjo de Alajuela przebiegają następujące drogi krajowe:
- Droga krajowa nr 118
- Droga krajowa nr 141
- Droga krajowa nr 706
- Droga krajowa nr 709
- Droga krajowa nr 715
- Droga krajowa nr 725